# Squamidium nigricans
Squamidium nigricans là một loài Rêu trong họ Meteoriaceae. Loài này được (Hook.) Broth. miêu tả khoa học đầu tiên năm 1906.